# Митькино (Марий Эл)
Митькино (мар. Митькан) — деревня в Медведевском районе Республики Марий Эл. Входит в состав Пекшиксолинского сельского поселения.

## География
Находится на расстоянии приблизительно 5 км на запад по прямой от северо-западной окраины города Йошкар-Ола.

## История
Известна с 1877 года как выселок с 23 дворами в составе Большеяшнурского сельского общества. В 1886 году здесь в 26 дворах проживали 104 жителя, в 1895 109, в 1917 189. В советское время работали колхозы «Первая революция», имени Маленкова, «Дружба» и совхоз «Пригородный».

## Население
Население составляло 127 человек (мари 80 %) в 2002 году, 119 в 2010.

## Известные уроженцы
Головина Мария Емельяновна (1918—2010) — советский врач-стоматолог. Врач-стоматолог Краснооктябрьской участковой больницы Медведевского района Марийской АССР (1949―1976). Заслуженный врач РСФСР (1960). Участница Великой Отечественной войны. Член ВКП(б).